# Open Sud de France 2013
Open Sud de France 2013 — тенісний турнір, що проходив на кортах з твердим покриттям у місті Монпельє, Франція з 4 лютого. Належав до категорії ATP World Tour 250.

## Фінальна частина

### Одиночний розряд
Рішар Гаске —  Бенуа Пер 6–2, 6–3

### Парний розряд
Марк Жікель /  Мікаель Льодра —  Юган Брунстрем /  Равен Класен 6–3, 3–6, [11–9]